# Зелёная китайская стена

Песчаная буря в Сахаре и в восточном Китае

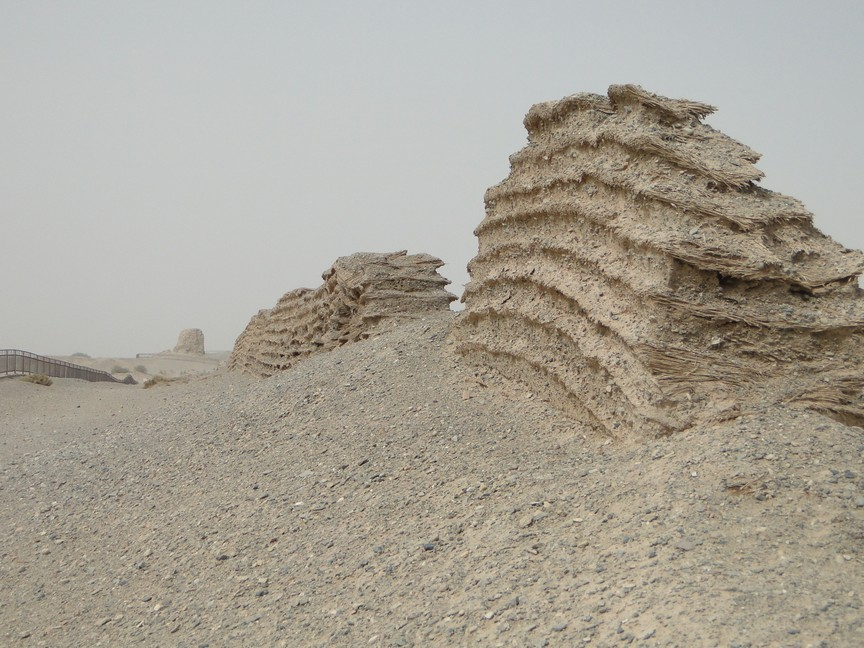
Остатки Великой китайской стены в пустыне Гоби.

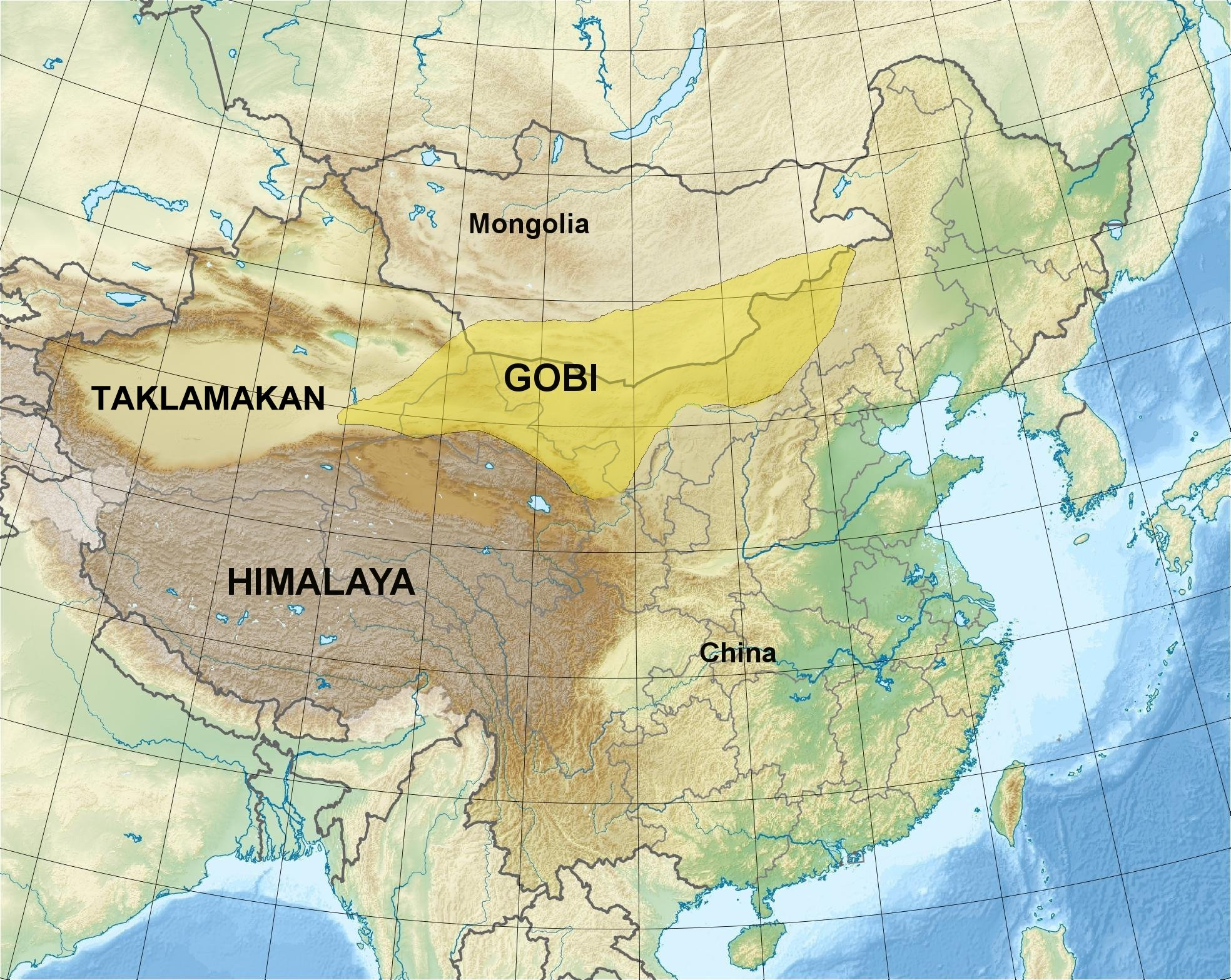
Пустыня Гоби. Пустыня Такла-Макан. Гималаи. Примерные границы.

Зелёная китайская стена (кит. трад. 三北防護林, упр. 三北防护林) — проект, призванный предотвратить расширение пустынь на территории Китайской Народной Республики. Официальное английское наименование проекта звучит как The Three-North Shelterbelt Development Program.
Название проекта взято по аналогии с Великой Китайской стеной, проходящей параллельно будущей полосе насаждений. Схожи и их функции: если древнее сооружение защищало Китай от северных варваров, новый проект призван защитить его от песчаных бурь.
Зелёная стена — крупный проект по озеленению. Его основная цель — остановить опустынивание северного Китая, имеющего засушливый климат и достаточно густозаселённого.

## Опустынивание в Китае

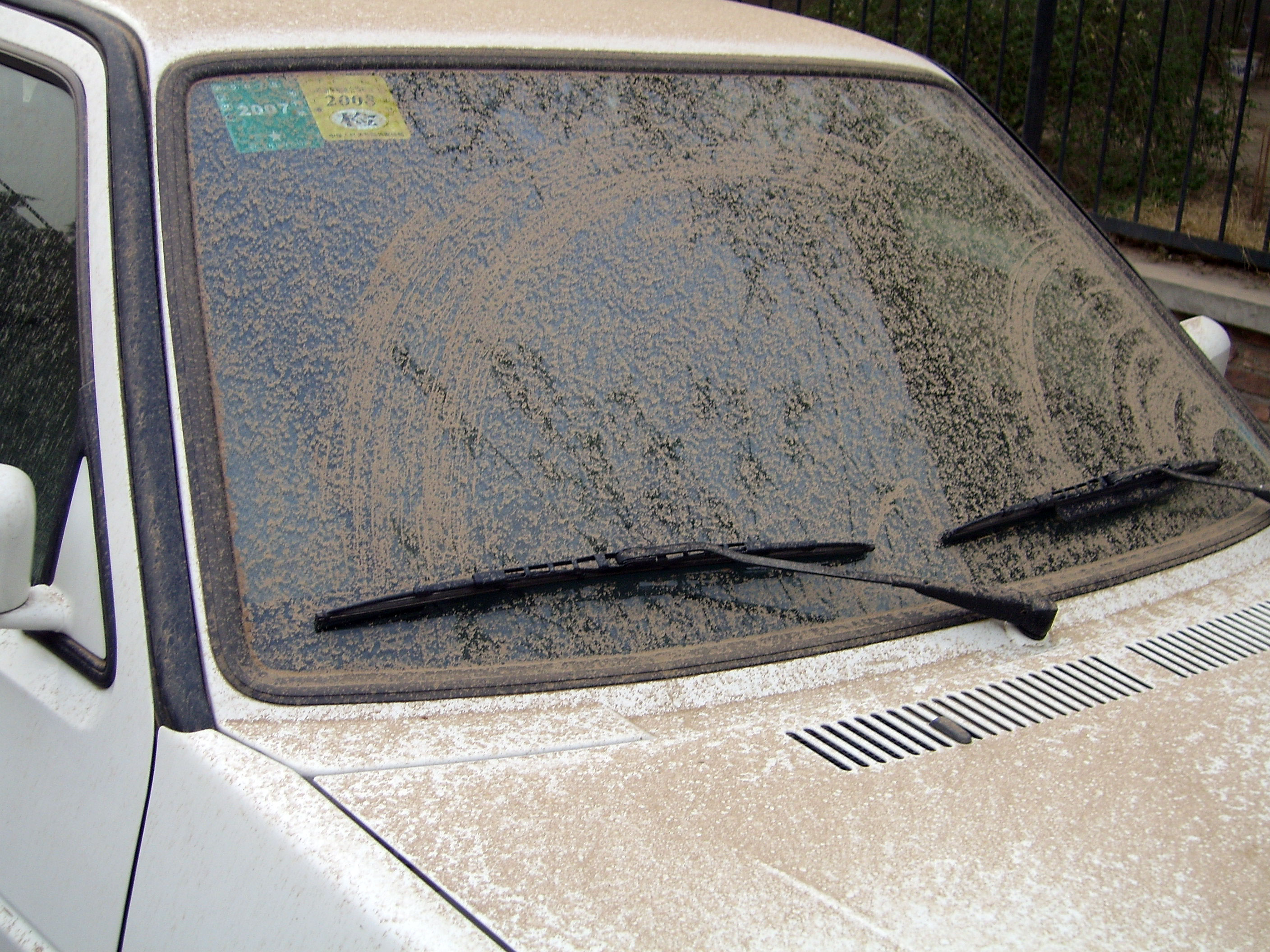
Песок после пыльной бури в Пекине

В последние годы в Пекине вызывают всё большую тревогу азиатские пыльные бури, от которых страдают прежде всего северные районы страны, прилегающие непосредственно к пустыням. Каждый год от наступления пустынь Китай теряет около 1300 км² полезной территории. Последствия опустынивания так или иначе испытывают на себе 400 миллионов человек. От жары пустынь среднегодовая температура в Пекине уже поднялась на несколько градусов. От китайских пыльных бурь страдают также Корея и Япония, в которых они приводят к грязевым дождям и засорению рек. Пыльные бури, которые китайцы поэтически называют «жёлтыми драконами», бывают настолько сильны, что пыль из Китая была найдена даже на западном побережье США.

## Причины опустынивания
Как и во многих странах мира, опустынивание — следствие деятельности человека. Быстро развивающееся сельское хозяйство использует почвы выше пределов их возможностей, нарушая их структуру и лишая их питательных веществ. Скудный растительный покров ещё более уменьшается при выпасе скота и вырубке лесов, и почва теряет устойчивость к эрозии. Со временем растительный слой или вымывается осадками, или высыхает и уносится ветром.
Также на процесс опустынивания влияет развитие промышленности. На момент образования КНР в 1949 году 8 % площади страны были покрыты лесами. Однако при индустриализации возникла потребность в топливе, и проблема была решена за счёт увеличения вырубки лесов.
Ещё одной проблемой является растущее потребление воды промышленностью, сельским хозяйством и растущим населением. Она решается помимо прочего за счёт строительства новых артезианских скважин и плотин, что приводит к уменьшению водоносности рек (порой река иссякает прежде, чем достигнет моря) и спаду уровня грунтовых вод. К примеру, вторая по длине река Китая Хуанхэ остаётся в низовьях пересохшей примерно по полгода.

## Основные принципы
Возведение Зелёной стены началось в 1970-е годы после культурной революции и будет продолжаться вплоть до 2050 года. При этом будут озеленены 350 000 км² площади страны, что примерно эквивалентно площади Германии.
Пострадавшие от опустынивания регионы (включая непосредственно пустыни) занимают площадь около 2,6 млн км², что составляет примерно 28 % площади всей КНР.
Лес как нельзя лучше подходит для таких целей, как уменьшение скорости ветра и противодействие эрозии почвы. С этой целью в Китае будет насаждена настоящая зелёная стена — защитный пояс из деревьев, трав и кустарников, проходящий через 13 провинций, длиной более 4500 км и шириной около 100 км. Деревья будут задерживать движение ветра и песка, а корни — укреплять структуру почвы и препятствовать её эрозии. В таких условиях для растений важен быстрый рост и устойчивость к песчаным бурям — и это при том, что среднегодовой уровень осадков в этих регионах составляет всего 100—200 мм. Главным образом планируется посадка тополей и тамарисков, которые неприхотливы к окружающей среде и при этом отличаются быстрым ростом. В будущем будут также высаживаться генетически модифицированные или клонированные тополя.
Так как монокультуры отличаются повышенной уязвимостью для вредителей и заболеваний, насаждаются прежде всего смешанные леса. Но в Зелёную стену входят и пахотные земли.
В проекте задействован весь китайский народ. Так, по закону каждый гражданин Китая от 11 до 60 лет обязан посадить в течение года от трёх до пяти деревьев или выплатить соответствующий налог.
Применяются различные варианты озеленения. Традиционный метод предполагает срытие песчаных дюн и выравнивание земли экскаваторами и бульдозерами, после чего высаживаются растения, в основном руками людей. Другой метод — высевание семян с использованием самолётов; с летящего самолёта сбрасываются семена, находящиеся на первой стадии созревания и завёрнутые в шарики из суглинка. Таким способом были озеленены уже более 1000 км². В ходе проекта «Зелёная стена» этот метод был выведен Китаем на рыночный уровень.

## Структурная реформа лесного хозяйства

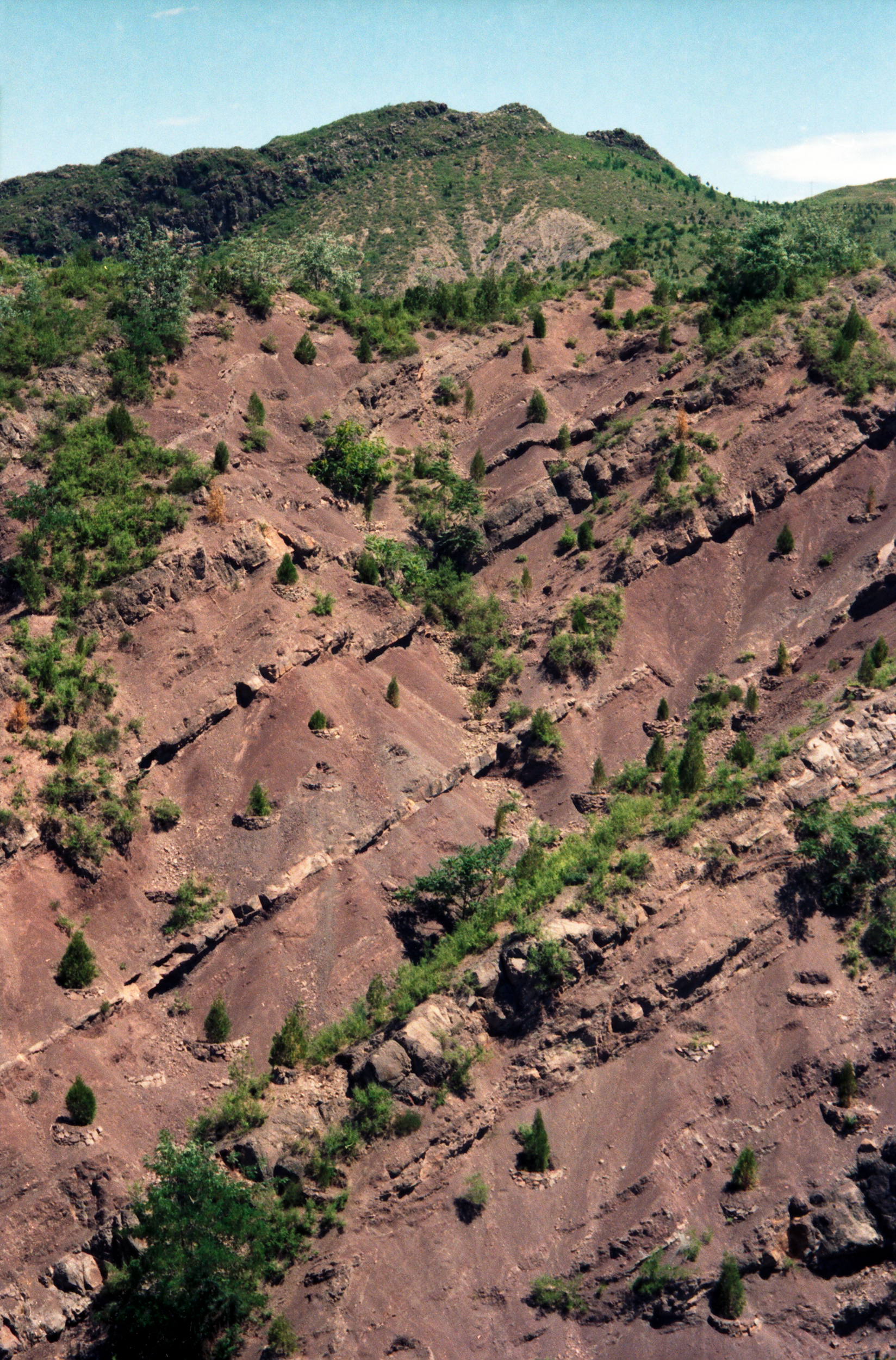
Лесоразведение неподалёку от Великой Китайской стены на участке Симатай, 1997 год.

В 2003 г. Китай начал структурную реформу предприятий лесной промышленности. В ходе реформы лесные районы были переданы в аренду крестьянам, а их права юридически засвидетельствованы; теперь крестьянин считается собственником тех деревьев, которые он сам посадил. Кроме того, крестьяне получили право обрабатывать облагаемую налогом землю или же передать своё право пользования другим лицам или фирмам. Эта реформа дала крестьянам стимул вкладывать средства в насаждение лесов.

## Достижения
По состоянию на 2009 год Зелёная стена располагалась на территории 13 провинций, занимая площадь около 220 000 км² — это соответствует площади Великобритании. В некоторых областях уже наглядно видны результаты проекта: местности, где жители были вынуждены каждый день очищать дома от песка, вновь пригодны для жизни, а пыльные бури стали значительно менее губительными. По подсчётам, уже высаженные леса задерживают около 200 млн тонн песка в год.
С 1970-х годов площадь лесов Китая стала почти вдвое больше. В новом тысячелетии был принят закон, полностью запрещающий выпас скота в находящихся под угрозой областях. Несмотря на все усилия, в некоторых регионах пустыня до сих пор продолжает расширяться. Однако за 2000—2004 годы территория годового опустынивания впервые уменьшилась до 1300 км², что сопоставимо с площадью такого города, как Лос-Анджелес.
На территории Китая располагается свыше 1 750 000 км² лесов (данные на 2008 г.). В это число входит крупнейшая в мире территория восстановленных лесных массивов.